# 嵊县城隍庙
嵊县城隍庙位于中国浙江省绍兴嵊州市剡湖街道鹿胎山东南麓，西邻惠安寺，东邻越剧博物馆，前临孝子坊路，始建年代不详，最早可考为元至正六年（1347）重修，至清光绪时大修十一次，现存建筑大部分为清嘉庆九年（1840）重建，1988年大修。
建筑坐北朝南，依山顺势而建，今中轴线上依次为八字照壁、溪山第一楼、仪门（内侧为戏台）和大殿，两侧设厢庑，大殿为2001年重建。八字照壁为砖砌，中嵌“屏藩永固”青石匾。溪山第一楼取宋朱熹游鹿胎山赏景时的赞语“溪山第一”为楼名，立于青石砌须弥座台基之上，面阔五间二层，重檐歇山顶，台基中央开门设阶而上，其前左右三方嵌石雕博古图八幅，底层明间前壁嵌砖雕门六扇。仪门面阔五间二层，歇山顶，北侧出重檐歇山顶方形戏台，内设八角形藻井。大殿面阔七间，重檐歇山顶，殿内城隍原无姓名，2001年重建时改奉喻安性为城隍。